# Edgardo Rebagliati
Edgardo Rebagliati Martins (Huánuco, 5 de diciembre de 1895-Lima, 18 de febrero de 1958) fue un abogado y periodista peruano. Se le considera el inspirador y realizador de la seguridad social en su país. Fue ministro de Salud Pública y Asistencia Social durante el Ochenio de Odría (1950-1952). En su memoria, un importante hospital público de Lima (el antiguo Hospital del Empleado) lleva su nombre.

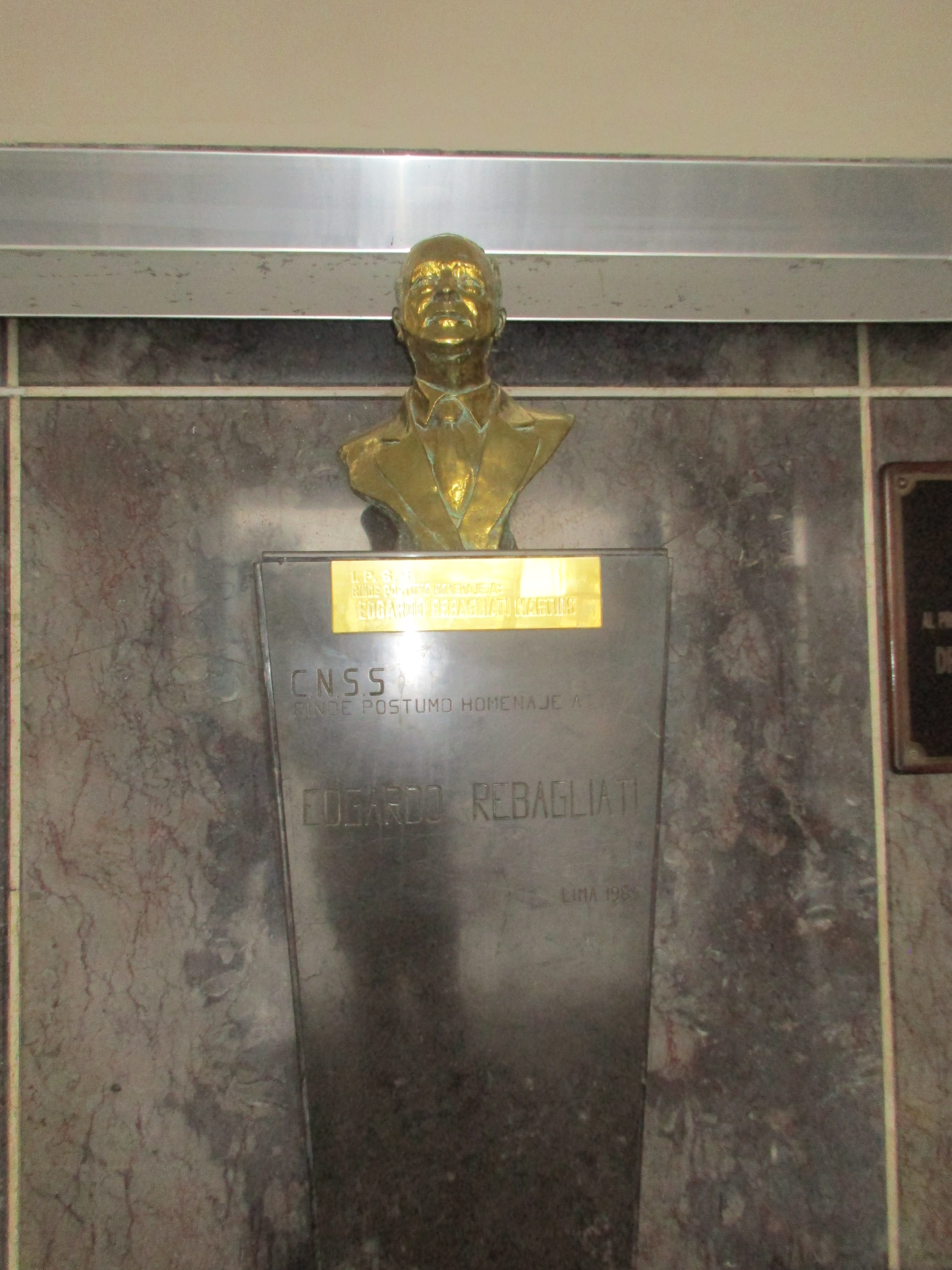
Busto de Edgardo Rebagliati

## Biografía
Fue hijo de Edgardo Rebagliati Raybaud y Concepción Martins de Rebagliati, y nieto del músico italiano Claudio Rebagliati, conocido por haber restaurado y armonizado el Himno Nacional del Perú en 1870, con la asistencia del compositor del mismo, José Bernardo Alcedo.
Cursó sus estudios escolares en Lima. Ingresó a la Universidad Mayor de San Marcos donde estudió Derecho y Ciencias Políticas, graduándose de doctor en Jurisprudencia en 1922.
A la edad de veinticuatro años, el 25 de marzo de 1920 contrajo matrimonio con Emma Angela Meyer Cárdenas, en quien tuvo cinco hijos.
Aficionado a la dramaturgia, escribió Lima de mis abuelos, que se estrenó en el Teatro Colón en 1923; y Figlia Maledetta, sátira sobre las contingencias de los inmigrantes italianos en el Perú, obras que tuvieron gran acogida.
Incursionó brevemente en la administración pública y luego ejerció el periodismo. Fue redactor del diario La Prensa y de la revista Mundial, señalándose por su fino estilo de escritor. Finalmente se consagró al ejercicio de su profesión de abogado, especializándose en derecho laboral.
En 1935, el presidente del Perú Óscar R. Benavides le encargó la misión de estudiar los diversos sistemas de seguridad social que existían en el mundo, para aplicar el más conveniente al país. Para ello, viajó por Argentina, Chile y Uruguay. De regreso al Perú, fue nombrado director general de Trabajo del recién creado Ministerio de Salud Pública, Trabajo y Previsión Social (1936).
Luego ejerció la Dirección General de Previsión Social, recibiendo la misión de estructurar la Ley de los Seguros Sociales para el Perú, tarea que realizó junto con los doctores Guillermo Almenara Irigoyen y Juan José Calle. Resultado de este esfuerzo fue la Ley N.º 8433 sancionada por el Congreso Constituyente el 12 de agosto de 1936, que estableció la Caja Nacional del Seguro Social Obrero, para cubrir los riesgos de enfermedad, maternidad, invalidez, vejez y muerte.
Pasó a ser Gerente General de dicha Caja Nacional, realizando una eficiente labor, que se tradujo en la implementación de una red de hospitales y policlínicos del Seguro Social en todo el país y una minuciosa tarea organizativa, que incluía la propaganda directiva, en una época en que para muchos la idea de un seguro social seguía siendo una utopía. Un símbolo de este esfuerzo fue la construcción del Hospital Obrero (actual Guillermo Almenara), que abrió sus puertas durante el primer gobierno de Manuel Prado Ugarteche, en 1941. Fue, en su momento, el hospital de seguridad social más grande y mejor equipado de Sudamérica.
Finalizado el gobierno de Benavides en 1939, Rebagliati se reincorporó a la actividad privada. Fundó la revista especializada Trabajo, Economía y Seguridad Social. En 1945, junto con Francisco Graña Garland y Enrique de la Piedra, fundó el Comité de Comercio y la Producción, entidad pionera de los gremios empresariales del Perú.
En 1947 retomó la actividad periodística y ejerció por algunos meses la dirección de La Prensa. Viajó a la República Dominicana, contratado para elaborar la Ley de Seguro Social de dicho país, así como para encargarse de su organización administrativa. También viajó a Canadá, invitado por la Organización Internacional del Trabajo para colaborar con la formulación de los Principios Básicos de la Seguridad Social, que serían incorporados en la Carta Internacional de Derechos Humanos de la ONU.
De retorno al Perú, durante el periodo de la Junta de Gobierno de 1948-1950, fue nuevamente nombrado Gerente General de la Caja Nacional del Seguro Social. Al frente de un grupo de especialistas en derecho laboral, implementó el Seguro Social del Empleado.
En 1950, al inaugurarse el gobierno constitucional del general Manuel A. Odría, formó parte de su gabinete ministerial como Ministro de Salud Pública y Asistencia Social, cargo que ejerció hasta 1952. Durante su gestión se creó el Fondo Nacional de Salud y Bienestar Social y se reorganizaron los ramos dependientes de su portafolio.  También inició la construcción del Hospital del Empleado, en terrenos que anteriormente habían pertenecido a la Universidad Mayor de San Marcos, en el actual distrito de Lince. La primera piedra fue colocada por el presidente Odría en 1951, siendo inaugurado bajo el segundo gobierno de Manuel Prado Ugarteche, el 3 de noviembre de 1958.
Finalizado su cargo ministerial, pasó a ser embajador del Perú en México y luego en Uruguay, pero renunció por motivos de salud.
Falleció en su casa ubicada en el distrito de Miraflores (Lima), en la tarde del 18 de febrero de 1958 a los 62 años.
En 1975 el Hospital del Empleado fue rebautizado con su nombre, como reconocimiento a su labor en la implementación de la seguridad social en el Perú.